# Abschuss einer Lockheed C-130 über der Armenischen Sozialistischen Sowjetrepublik 1958

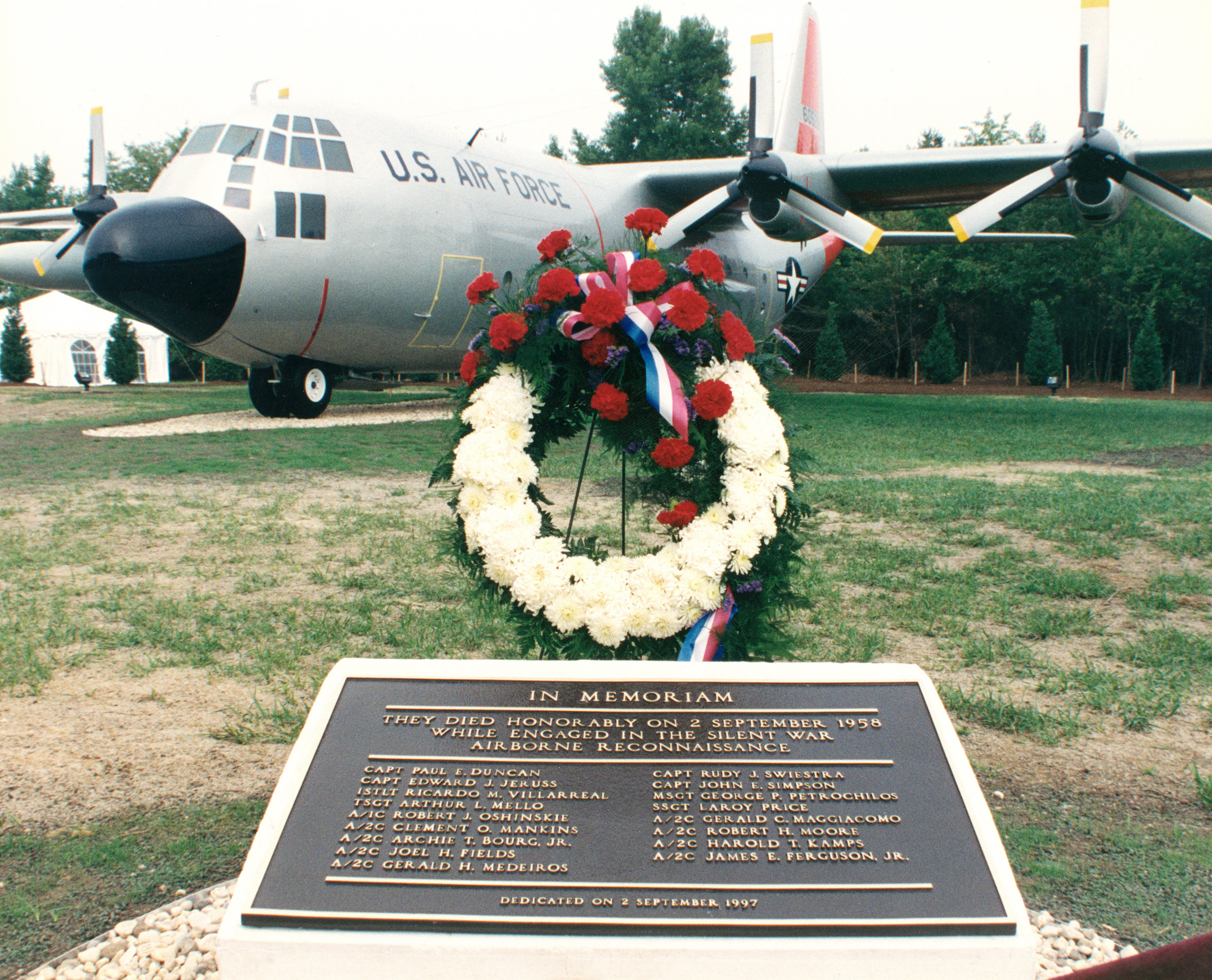
Hercules-Gedenkstätte in Fort Meade, Maryland

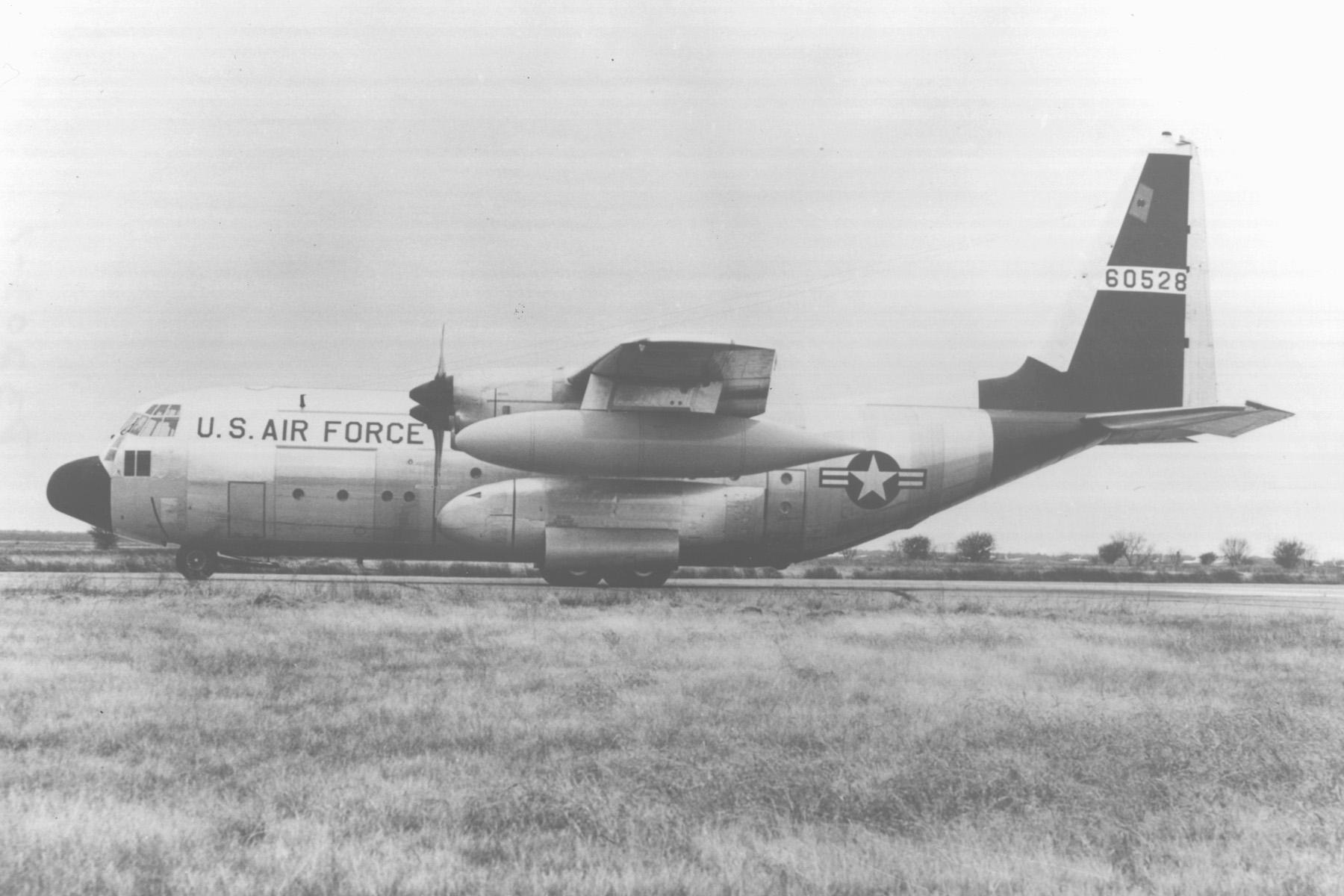
Foto der Hercules, Sommer 1958

Türkei (orange) und Armenische Sozialistische Sowjetrepublik (grün)

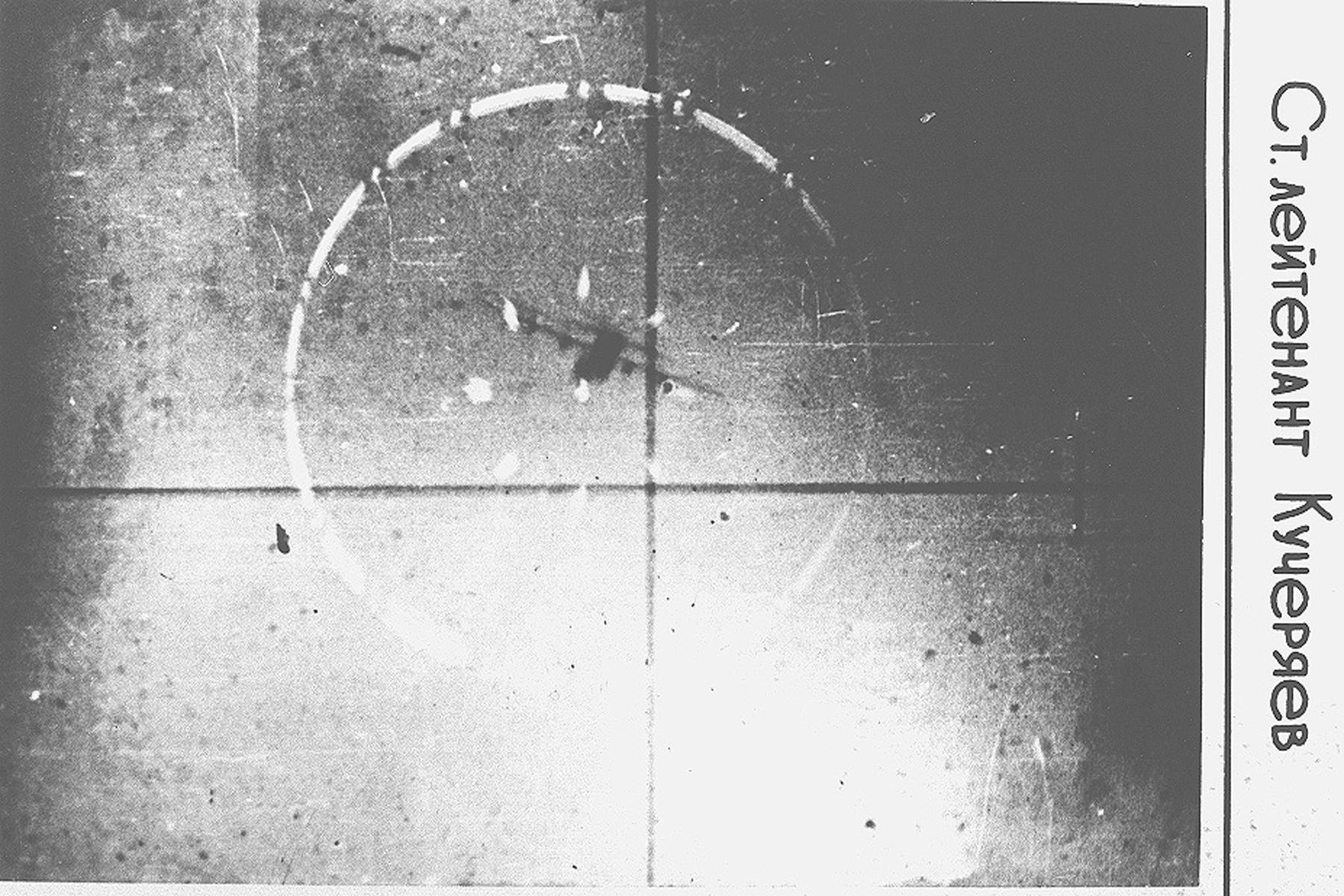
Die C-130, aufgenommen von der Schießkamera des MiG-17-Piloten Kutscherjajew

Der Abschuss einer Hercules über Armenien am 2. September 1958 war ein Zwischenfall zwischen der sowjetischen und der US-amerikanischen Luftwaffe im Kalten Krieg. Bei dem Vorfall schossen sowjetische MiG-17-Jagdflugzeuge ein Aufklärungsflugzeug der US Air Force vom Typ C-130 Hercules über der Armenischen SSR ab.

## Verlauf des Fluges
Die Hercules C-130A-II Sun Valley I mit der Leitwerkskennung 60528 (USAF-Seriennummer 56-0528) war eine von 12 C-130A, die ab Ende 1957 zu COMINT/SIGINT-Plattformen umgebaut und von der 7406th Support Squadron der United States Air Forces in Europe auf der  Rhein-Main Air Base betrieben wurden. Die Besatzung bestand neben sechs Angehörigen der Flugbesatzung auch aus elf Sprachspezialisten der 6911th Radio Group Mobile (Funkaufklärung).
Der Flug startete um 10:21 Uhr Lokalzeit von der Incirlik Air Base bei Adana im Süden der Türkei zu einer COMINT-Mission. Um 11:42 Uhr setzte die Besatzung über Trabzon in 7800 Metern Höhe letztmals einen Funkspruch ab und drang wenig später in den sowjetischen Luftraum ein. Eine zum Abfangen angesetzte MiG-17-Viererformation mit den Piloten Gawrilow, Iwanow, Kutscherjajew und Lopatkow traf die C-130 etwa 55 Kilometer nordwestlich von Jerewan und griff sie mit Bordwaffen und Luft-Luft-Raketen an. Durch die Trefferwirkung wurde der rechte Flügel beschädigt und das Heck vom Rumpf abgetrennt, worauf das Flugzeug brennend abstürzte. Die sowjetischen Jagdflugzeuge landeten anschließend auf dem Flugplatz Leninakan (heute „Gjumri“).
Beim Abschuss wurden alle 17 Besatzungsmitglieder getötet. Sie sind auf dem Nationalfriedhof Arlington beerdigt. Beim Absturzort, dem kleinen Dorf Nerkin Sasnaschen in der Provinz Aragazotn, befindet sich heute eine Gedenkstätte.
Gemäß einem internen NSA/GCHQ-Bericht vom 3. Oktober 1958 führte die ursprünglich geplante Route der Maschine von Trabzon zum Vansee. Danach sollte sie auf der gleichen Route wieder zur Incirlik Air Base zurückfliegen. Der Bericht mutmaßt, die Piloten hätten das Funkfeuer der georgischen Stadt Poti mit dem von Trabzon verwechselt. Beide arbeiteten auf derselben Frequenz, Trabzon befindet sich vom Vansee aus gesehen in derselben Richtung wie Poti von Ani, wo die Hercules die sowjetische Grenze verletzte.

## Nach dem Abschuss
Der Abschuss stellte beide Seiten vor diplomatische Probleme. Die US-Amerikaner meldeten zunächst ein verschollenes Forschungsflugzeug, die Sowjetunion berichtete über einen Flugzeugabsturz, ohne anzugeben, dass das Flugzeug abgeschossen worden war. Die sterblichen Überreste von sechs Besatzungsmitgliedern wurden am 24. September 1958 an die USA übergeben.
Am 13. November 1958 wurden der sowjetische Botschafter und der Militärattaché ins US-amerikanische Außenministerium zitiert, und man konfrontierte sie mit den Abhörprotokollen des Funksprechverkehrs der sowjetischen Jagdflugzeuge. Am 6. Februar 1959 präsentierte Außenminister John Foster Dulles den Funkverkehr in der UNO.
Nach der Auflösung der Sowjetunion wurden weitere Informationen verfügbar. Im Jahr 1993 begab sich ein forensisches Team der US-Streitkräfte vor Ort und repatriierte unter anderem die Erkennungsmarke eines Besatzungsmitglieds, zahlreiche Knochen- und Zahnfragmente sowie Trümmerteile der Hercules.
Am 2. September 1997 eröffnete Generalleutnant Kenneth A. Minihan, Direktor der mit Funkaufklärung befassten National Security Agency, den National Vigilance Park beim National Cryptologic Museum im Fort George G. Meade, Maryland. In dem Park ist neben anderen Aufklärungsflugzeugen auch eine Hercules ausgestellt, die an die Opfer von 1958 erinnert.
Exakt 40 Jahre nach dem Abschuss konnten die letzten Überreste der Besatzungsmitglieder am 2. September 1998 in einem Gemeinschaftsgrab in Arlington beigesetzt werden.